# Bytharia circumdata
Bytharia circumdata är en fjärilsart som beskrevs av Swinhoe 1902. Bytharia circumdata ingår i släktet Bytharia och familjen mätare. Inga underarter finns listade i Catalogue of Life.